# تشارلي هونام
تشارلي هونام (بالإنجليزية: Charlie Hunnam)‏ هو ممثل وكاتب سيناريو إنجليزي. معروف بدور جاكسون تيلر «جاكس» في مسلسل الدراما والجريمة Sons Of Anarchy. شارك هونام في العديد من الأفلام مثل Green Street Hooligans وPacific Rim.
في 1999 تزوج هونام من الممثلة كاثرين تاون بعد أن تواعدا لعدة أسابيع، لكنها تطلقا في 2002. هونام في علاقة مع مصممة المجوهرات Morgana McNelis، منذ 2007.

## أعماله

### فيلم
| سنة  | عنوان                                     | دور                               | ملاحظات |
| ---- | ----------------------------------------- | --------------------------------- | ------- |
| 1999 | Whatever Happened to Harold Smith         | داز                               |         |
| 2002 | Abandon                                   | امبري اركن                        |         |
| 2002 | Nicholas Nickleby                         | نيكولاس نيكيلبي                   |         |
| 2003 | Cold Mountain                             | بوزي                              |         |
| 2005 | Green Street Hooligans                    | بيت دنهام                         |         |
| 2006 | Children of Men                           | باتريك                            |         |
| 2011 | الحافة                                    | غافن نيكولز                       |         |
| 2012 | 3,2,1... Frankie Go Boom                  | فرانكي                            |         |
| 2012 | Deadfall                                  | جاي                               |         |
| 2013 | Pacific Rim                               | رالي بيكيت                        |         |
| 2017 | papillon King Arthur: Legend of the Sword | Henri 'Papillon' Charriere Arthur |         |
| 2019 | triple frontier                           |                                   |         |

```
2019 The Gentlemen
```

### تلفزيون
| سنة         | عنوان             | دور                 | ملاحظات      |
| ----------- | ----------------- | ------------------- | ------------ |
| 1998        | Byker Grove       | جيسون شاكل          | الحلقة: 10.1 |
| 1999        | Microsoap         | براد                | الحلقة: 2.6  |
| 1999        | My Wonderful Life | ويز                 |              |
| 1999–2000   | Queer as Folk     | ناثان مالوني        | دور رئيسي    |
| 2000        | Young Americans   | جريجور رايدر        | حلقة 3       |
| 2001–2002   | Undeclared        | لويد هيث            | دور رئيسي    |
| 2008–الحاضر | أبناء الفوضى      | جاكسون تيلير "جاكس" | دور رئيسي    |

## وصلات خارجية
- تشارلي هونام على موقع IMDb (الإنجليزية)
- تشارلي هونام على موقع روتن توميتوز (الإنجليزية)
- تشارلي هونام على موقع ألو سيني (الفرنسية)
- تشارلي هونام على موقع تيرنر كلاسيك موفيز (الإنجليزية)
- تشارلي هونام على موقع أول موفي (الإنجليزية)
- تشارلي هونام على موقع قاعدة بيانات الأفلام السويدية (السويدية)
- تشارلي هونام على موقع إن إن دي بي (الإنجليزية)
- تشارلي هونام على موقع قاعدة بيانات الفيلم (الإنجليزية)
- تشارلي هونام على موقع كينوبويسك (الروسية)